# Amt Lahr
Das Amt Lahr war in napoleonischer Zeit eine Verwaltungseinheit im Süden des Großherzogtums Baden. Es bestand von 1810 bis 1813.

## Geschichte

### Historischer Hintergrund

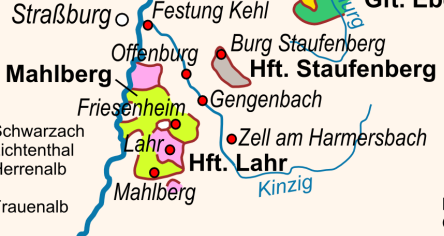
Die Herrschaft Lahr und die altbadischen Besitzungen in der Region

Das in der südlichen Ortenau im Übergangsbereich der Oberrheinischen Tiefebene im Westen und dem mittleren Schwarzwald im Osten gelegene Amt hatte seine Wurzeln in der im Mittelalter aus einer Teilung des Hauses Geroldseck hervorgegangenen Unteren Herrschaft Lahr, deren Zentrum die Burg Lahr bildete. Nach dem Aussterben der geroldseckschen Nebenlinie kam es unter den Erben zu einem komplizierten Prozess um die Nachfolge, an deren Ende sie 1629 als Herrschaft Lahr an das Haus Nassau fiel. Mittlerweile bei Nassau-Usingen wurde sie im Reichsdeputationshauptschluss von 1803 der zum Kurfürstentum aufgewerteten Markgrafschaft Baden zugesprochen. Die badische Regierung ordnete sie als Oberamt Lahr in ihren Staat ein.

### Zeit seines Bestehens

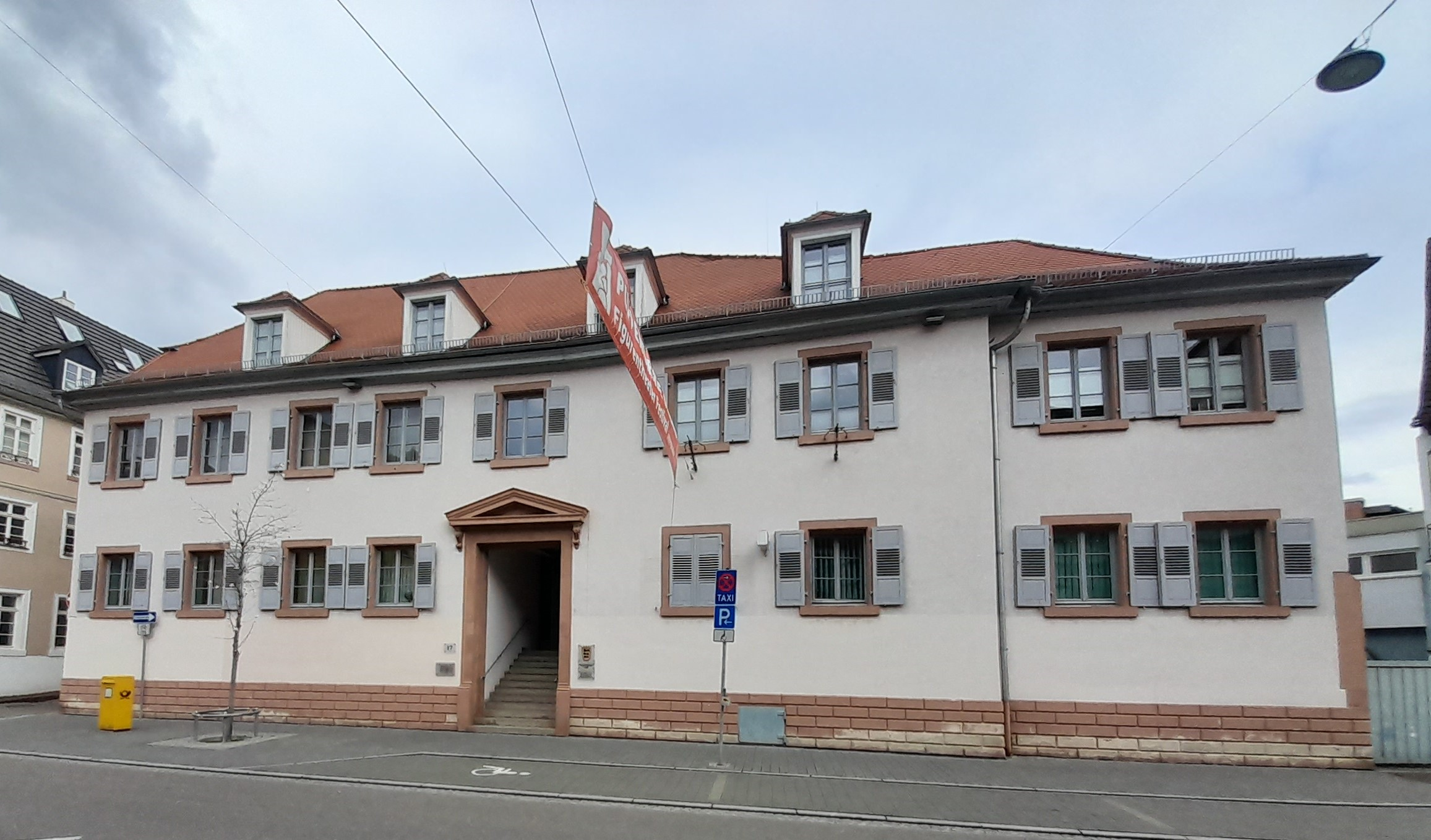
Sitz des Amtes

In Umsetzung des Novemberedikts von 1809 entstand, bei Abgabe der Ortschaft Sulz an das Amt Mahlberg, Anfang 1810 aus dem Oberamt Lahr das Amt Lahr. Im Rahmen der neuen Verwaltungsstruktur des Landes wurde es dem Kinzigkreis zugeteilt. Für Kriminaluntersuchungen zuständig wurde das Amt Mahlberg. Die Leitung blieb bei dem zum Oberamtmann ernannten Wilhelm Carl Christian Bausch. Sitz des Amtes war, wie bereits in nassauischer Zeit, das heutige Polizeirevier in der Friedrichstraße 17.
Ende 1810 kam es zu kleineren Neuzuordnungen: Sulz mit den Langenhardter Höfen fiel zurück an das Amt Lahr, außerdem wurde ihm, in Bezug auf die allgemeine Verwaltung, noch der grundherrliche Ort Diersburg zugeteilt.
Nachdem die Aufhebung der Patrimonialgerichtsbarkeit 1813 eine einheitliche Zuständigkeit der Ämter ermöglicht hatte. wurde das Amt Lahr, unter Austausch mehrerer Orte mit benachbarten Ämtern, in das Bezirksamt Lahr umgewandelt.

## Weitere Entwicklung
Aus dem Bezirksamt Lahr ging, nach mehrfacher Vergrößerung, 1939 der Landkreis Lahr hervor. Er wurde Anfang 1973 aufgelöst, seither zählen die Orte des ehemaligen Amtes Lahr zum Ortenaukreis.